# Andy Welinski
Andrew Philip „Andy“ Welinski (* 27. April 1993 in Duluth, Minnesota) ist ein US-amerikanischer Eishockeyspieler, der zuletzt bis zum Ende der Saison 2024/25 bei den Löwen Frankfurt aus der Deutschen Eishockey Liga (DEL) unter Vertrag gestanden und dort auf der Position des Verteidigers gespielt hat. Zuvor war Welinski unter anderem für die Anaheim Ducks und Philadelphia Flyers in der National Hockey League (NHL) aktiv.

## Karriere
Welinski verbrachte seine Juniorenkarriere zunächst bis 2010 an der Duluth East High School, wo er neben seinem schulischen Werdegang auch für die Schulmannschaft dem Eishockeysport nachging. Anschließend wechselte der Verteidiger in die United States Hockey League (USHL). Dort lief er zwei Jahre lang für die Green Bay Gamblers auf, mit denen er am Ende der Saison 2011/12 den Clark Cup gewann. Er selbst wurde zudem zum Defenseman of the Year der Liga ernannt. Ebenso wurde er vom US-amerikanischen Eishockeyverband USA Hockey zum Junior Player of the Year gewählt. Nach zwei Jahren in der USHL wechselte Welinski an die University of Minnesota Duluth, um einem Studium nachzugehen. Wie bereits an der High School spielte er parallel dazu für das Universitätsteam. Zunächst ein Jahr in der Western Collegiate Hockey Association (WCHA), gefolgt von drei Jahren in der National Collegiate Hockey Conference (NCHC), beides Divisionen im Spielbetrieb der National Collegiate Athletic Association (NCAA).
Nachdem der Abwehrspieler im Verlauf der vier Jahre in zahlreiche Auswahlmannschaften berufen und bereits im NHL Entry Draft 2011 in der dritten Runde an 83. Stelle von den Anaheim Ducks aus der National Hockey League (NHL) ausgewählt worden war, wurde er nach Abschluss seines Studiums im April 2016 von den Ducks unter Vertrag genommen. Er kam daraufhin am Ende der Saison 2015/16 zu seinem Profidebüt für Anaheims Farmteam, die San Diego Gulls, in der American Hockey League (AHL). Dort stand der US-Amerikaner die folgende Spielzeit, in der er ebenso sein NHL-Debüt für die Ducks gab, fest im Kader.
Im Juli 2019 wechselte Welinski als Free Agent zu den Philadelphia Flyers und kehrte im Oktober 2020 in gleicher Weise zu den Anaheim Ducks zurück. Ebenfalls als Free Agent schloss er sich im Juli 2021 den Calgary Flames sowie im Juli 2022 den New York Rangers an. Die Rangers wiederum gaben ihn im Februar 2023 in einem größeren Tauschgeschäft an die Chicago Blackhawks ab, wobei letztlich Patrick Kane nach New York wechselte. Dort beendete der Verteidiger die Saison und erhielt im Oktober desselben Jahres einen Probevertrag bei den Iowa Wild aus der AHL, der im März 2024 aufgelöst wurde. Anschließend beendete Welinski die Spielzeit beim Ligakonkurrenten Charlotte Checkers. In die Saison 2024/25 ging er als Spieler der Utica Comets. Das Engagement endete allerdings nach nur acht Einsätzen Ende November 2024 und Welinski wechselte zu den Löwen Frankfurt aus der Deutschen Eishockey Liga (DEL).

### International
Für sein Heimatland stand Welinski bei der World Junior A Challenge 2011 im Aufgebot und gewann dabei die Bronzemedaille. Er selbst kam in fünf Turnierspielen zum Einsatz und sammelte dabei zwei Scorerpunkte, darunter ein Tor.

## Erfolge und Auszeichnungen
| - 2012 USA Hockey Junior Player of the Year - 2012 Clark-Cup-Gewinn mit den Green Bay Gamblers - 2012 USHL Defenseman of the Year - 2012 USHL First All-Star Team | - 2013 WCHA All-Rookie Team - 2015 NCHC Second All-Star Team - 2016 NCHC Second All-Star Team - 2018 Teilnahme am AHL All-Star Classic |

### International
- 2011 Bronzemedaille bei der World Junior A Challenge

## Karrierestatistik
Stand: Ende der Saison 2024/25

### International
Vertrat die USA bei:
- World Junior A Challenge 2011

(Legende zur Spielerstatistik: Sp oder GP = absolvierte Spiele; T oder G = erzielte Tore; V oder A = erzielte Assists; Pkt oder Pts = erzielte Scorerpunkte; SM oder PIM = erhaltene Strafminuten; +/− = Plus/Minus-Bilanz; PP = erzielte Überzahltore; SH = erzielte Unterzahltore; GW = erzielte Siegtore; 1 Play-downs/Relegation; Kursiv: Statistik nicht vollständig)